# Une voix dix doigts
Albums par Claude Nougaro
Zénith Made in Nougaro
(1989) Chansongs
(1993)
Lives par Claude Nougaro
Zénith Made in Nougaro
(1989) The Best de Scène
(1995)
Une voix dix doigts est un double album live de Claude Nougaro, il sort en 1991.

## Historique
Le récital est enregistré à l'Odyssud de Blagnac en septembre 1991. Sans groupe d'accompagnement, Claude Nougaro pose sa voix sur les notes de Maurice Vander qui l'accompagne au piano. L'harmoniciste Jean « Toots » Thielemans se joint à eux pour la chanson Tendre.

## Autour de l'album
- Référence originale : Philips 510655-2

L'album est réalisé par Mick Lanaro.

## Titres
- Tous les textes sont de Claude Nougaro.
- CD1

| 1.  | La chanson                   | Michel Legrand                   | 2:50 |
| 2.  | Schplaouch                   | Michel Legrand                   | 2:48 |
| 3.  | Des voiliers                 | Richard Galliano                 | 3:51 |
| 4.  | Île de ré                    | Claude Nougaro - Gérard Pontieux | 3:56 |
| 5.  | Rimes                        | Aldo Romano                      | 3:04 |
| 6.  | La pluie fait des claquettes | Claude Nougaro - Maurice Vander  | 3:03 |
| 7.  | Un été (Estate)              | Bruno Martino - Bruno Brighetti  | 4:12 |
| 8.  | Une petite fille             | Jacques Datin                    | 1:52 |
| 9.  | Chanson pour Marilyn         | Jacques Datin                    | 2:47 |
| 10. | Les Don Juan                 | Michel Legrand                   | 2:57 |
| 11. | Le jazz et la java           | Jacques Datin                    | 2:30 |
| 12. | Chanson pour le maçon        | Jacques Datin                    | 2:51 |
| 13. | Assez                        | Claude Nougaro - Maurice Vander  | 4:48 |
| 14. | Tendre                       | Jean « Toots » Thielemans        | 4:02 |

- CD2

| 1.  | Dansez sur moi (Girl Talk)               | Neal Hefti - Bobby Troup                          | 3:40 |
| 2.  | Petit taureau                            | Claude Nougaro - Maurice Vander                   | 2:55 |
| 3.  | Le coq et la pendule                     | Maurice Vander                                    | 3:50 |
| 4.  | Le petit oiseau de Marrakech             | Daniel Goyone                                     | 4:05 |
| 5.  | À tes seins (Saint Thomas)               | Sonny Rollins                                     | 2:01 |
| 6.  | Quatre boules de cuir                    | Claude Nougaro - Maurice Vander                   | 2:32 |
| 7.  | À bout de souffle (Blue Rondo à la Turk) | Dave Brubeck                                      | 3:44 |
| 8.  | Sing sing song, (Work Song)              | Oscar Brown Jr - Nat Adderley                     | 3:09 |
| 9.  | Autour de minuit ('Round Midnight)       | Thelonious Monk, Cootie Williams, Bernie Hanighen | 3:51 |
| 10. | Toulouse                                 | Claude Nougaro - Christian Chevallier             | 4:35 |
| 11. | Le cinéma                                | Michel Legrand                                    | 3:16 |
| 12. | Armstrong                                | arrangements Maurice Vander sur Traditionnel      | 3:06 |
| 13. | Cécile ma fille                          | Jacques Datin                                     | 3:21 |
| 14. | Les mots                                 | Daniel Goyone                                     | 3:22 |